# Dubujiana glandulifera
Dubujiana glandulifera är en svampart som beskrevs av D.R. Reynolds & G.S. Gilbert 2005. Dubujiana glandulifera ingår i släktet Dubujiana och familjen Microthyriaceae.   Inga underarter finns listade i Catalogue of Life.